# Sterculia xolocotzii
Sterculia xolocotzii là một loài thực vật có hoa trong họ Cẩm quỳ. Loài này được T. Wendt & E.L. Taylor miêu tả khoa học đầu tiên năm 1999.